# Sameer Mon
Sameer Mon (ur. 20 października 1983) – hinduski lekkoatleta, sprinter.

## Osiągnięcia
| Rok  | Impreza                    | Miejsce    | Konkurencja        | Lokata     | Wynik |
| ---- | -------------------------- | ---------- | ------------------ | ---------- | ----- |
| 2007 | Mistrzostwa Azji           | Amman      | sztafeta 4 x 100 m | 4. miejsce | 39,84 |
| 2009 | Mistrzostwa Azji           | Guangdong  | sztafeta 4 x 100 m | 5. miejsce | 39,58 |
| 2010 | Igrzyska Południowej Azji  | Dhaka      | sztafeta 4 x 100 m | 2. miejsce | 40,18 |
| 2010 | Igrzyska Wspólnoty Narodów | Nowe Delhi | sztafeta 4 x 100 m | 3. miejsce | 38,89 |
| 2010 | Igrzyska azjatyckie        | Kanton     | sztafeta 4 x 100 m | 4. miejsce | 39,10 |

Wielokrotny medalista mistrzostw Indii oraz rekordzista kraju na różnych dystansach.

## Rekordy życiowe
- bieg na 100 m – 10,46 (2010)
- bieg na 60 m (hala) – 6,87 (2009) rekord Indii

Mon, razem z kolegami z reprezentacyjnej sztafety, jest także rekordzistą kraju w sztafecie 4 x 100 metrów (38,89 w 2010).